# Herb Nasielska
Herb Nasielska – jeden z symboli miasta Nasielsk i gminy Nasielsk w postaci herbu.

## Wygląd i symbolika
Herb przedstawia na niebieskiej tarczy herbowej czerwony, ceglany mur z pięcioma blankami, zza którego widoczne jest pół wspiętego żółtego (złotego) lwa, skierowanego w heraldycznie prawą stronę, trzymającego w łapie złotą prawdę.
Herb wywodzi się od herbu szlacheckiego Prawdzic. 